# Урочище «Любонька»
Уро́чище «Лю́бонька» — лісове заповідне урочище в Україні. Розташоване в межах Сарненського району Рівненської області, на північний схід від смт Клесів. 
Площа 27 га. Статус надано згідно з рішенням облради № 213 від 13.10.1993 року (зі змінами рішення облради № 1331 від 25.09.2009 року). Перебуває у віданні ДП «Клесівський лісгосп» (Любоньське л-во, кв. 2, вид. 24). 
Статус присвоєно для збереження заболоченої ділянки лісу з насадженнями сосни. 